# Juan Carlos Loaiza
Juan Carlos Loaiza Mac-Leod (Lanco, Chili, 14 octobre 1955) est un cavalier de rodéo chilien. Il est le grand gagnant dans l'histoire, neuf fois champion du Chili.

## Championnats
| Année | Compagnon           | Chevaux                   | Score | Association |
| ----- | ------------------- | ------------------------- | ----- | ----------- |
| 1987  | Carlos Mondaca      | "Rico Raco" - "Papayero"  | 22    | Valdivia    |
| 1988  | Carlos Mondaca      | "Rico Raco" - "Papayero"  | 35    | Valdivia    |
| 1994  | Eduardo Tamayo      | "Esbelta" - "Escandaloza" | 35    | Valdivia    |
| 2000  | Eduardo Tamayo      | "Talento" - "Escorpión"   | 40    | Valdivia    |
| 2001  | Luis Eduardo Cortés | "Batuco" - "Banquero"     | 41    | Valdivia    |
| 2002  | Eduardo Tamayo      | "Talento" - "Almendra"    | 36    | Valdivia    |
| 2007  | Eduardo Tamayo      | "Talento" - "Fiestera"    | 38    | Valdivia    |
| 2012  | Eduardo Tamayo      | "Alabanza" - "Cantora"    | 37    | Valdivia    |
| 2014  | Eduardo Tamayo      | "Dulzura" - "Delicada"    | 38    | Valdivia    |